# Ауховци
Ауховци представљају историјско нахска етничка заједница, формирано на сјевероисточном Кавказу, а данас представљају једну од компоненти модерног чеченског народа.
Данас су Ауховци етнографска група Чечена који живе на територији Новолакског рејона, Хасавјуртовског рејона, Бабајуртовског рејона и Казбекског округа у централном Дагестану. Језик је Равничарски поддијалект, Акинско-Орстхојског дијалекта чеченског језика. Главна религија је ислам, а претежно сви су сунити. У службеним пописима становништва СССР-а и модерне Русије, Равничарски Акинци се често идентификују као, Чеченски Ауховци или једноставно Чечени. Подаци о броју припадника овог народа, а према попису из 2002. године, говоре о декларисаних 218 особа ове етничке заједнице , од чега 116 живи у Дагестану. Ауховци данас насељавају руске републике Чеченију и Дагестан.

## Име
У прошлим временима ова етничка заједница је називана Аух, средњовијековни и модерни називи, преписани су на руски језик, гдје је овај народ назван Ауховци. У данашње вријеме, Ауховци се у великој мјери идентификују као Чечени, па с обзиром на такав вид асимилације данас користе и називе Чечени-Акинци и Чечени-Ауховци.

### Етимологија
Акинци добили су име након пресељења из историјског региона Лам-Ака („Планинска Ака”, данашња Чеченска република). У 19. вијеку, руски официр, по националности Чечен, Умалат Лаудајев писао је:
| „ | Заправо, нахска заједница је једна од заједница бившег Чеченског округа; ове заједницу међутим само генерално зовемо тим именом, међутим свака заједница има сопствени назив за себе. Ауховци се називају Акији, а ово име су добили због тога што су за вријеме када су живјели у Аргунском округу били чланови Акинске фамилије... Они сами (Ауховци), што користе и Чечени, задржали су назив старе фамилији Акији, тј. народ из Акије. | ” |

### Страни етноними
- Ауховци — најпознатији страни етноним Акинаца. Према Лаудајеву, тако су их називали сусједи Кумици и руски имигранти.[4] Постоји и хипотеза да име Ауховтси није страног поријекла, а да етимолошки води поријекло из нахског језика.
- Карабулаци — назив који је у 18. и 19. вијеку руско становништво на сјеверном Кавказу користило за Орстхојце, међутим, понекад је тај назив примијењиван и на Равничарске Акинце, јер су Орстхојци то јесте Карабулаци представља значајан дио насељеника који су учествовали у формирању ове етничке групе.[5]

## Опште информације

### Етничка припадност и нахска етнохијерархија
Као и сви народи у одређеној фази њиховог развоја, Нахски народ је користио сложен систем имена за облике сродних, територијалних, друштвених и војних заједница које су постојале у њиховој средини. Нахска структура таквих заједница састојала се од група различитих бројева и статуса, укључујући таип, гари, неки, ца и дозале. Традиционално, од давнина сматра се да је већина таипа оснивала савезе тухуме (9 у Чеченији) и шахаре (7 у Ингушетији). У то вријеме дио таипа је био у чеченским тукумима и ингушетским шахарима, и није могао постати дио неког другог савеза. У Чеченији је средином 19. вијека било око 135 таипова, од којих 1/4 нису припадали тухумима. У погледу модерног схватања античког система имена нахске заједнице, ови термини су према самој функцији представљали неку врсту добровољног друштва или праведног друштва.
У чеченског научној и јавној литератури писаној од стране потомака, као и самих исељеника из историјског региона Лам-Ака, тухуми се класификују на сљедећи начи; остајући у Лам Аки средњовејковни Акинци данас традиционално се сматрају таипима, за разлику од Равничарских Акинаца и Планинских Акинаца. После 1944. године, потомци Планинских Акинаца такође живе ван Лам-Аке, која је сада ненасељена. С обзиром на чињеницу да је домовина Акинаца, у данашњој Чеченској републици, Акинци се у модерним дјелима чеченских истраживача традиционално сматрају једним од девет чеченских тухума, у ствари, а у ствари, Акинци су као народ формирани прије самих Чечена.

### Састав
Састав заједнице Планинских Акинаца (тухум), његова подјела у генеричке границе (таипи, гари, неки) модерних истраживача није довољно проучавана. У научним и новинарским радовима не постоје потпуне и различите листе генеричких подјела овог друштва.
| Генеричке границе (таипи, гари, неки)                                                                              | Генеричке границе (таипи, гари, неки) | Генеричке границе (таипи, гари, неки) | Мамакајев М. А. | Сулејманов А. С. | Дадајева А. И. 2005 | Други                                                                  | Фамилије у XIX, XX и XXI вијеку (ца, дозал)                                          | Пресељење у Ауху                | Пресељење у Ауху                                                                                              |
| --- | ------------------------------------- | ------------------------------------- | --------------- | --- | ------------------- | ---------------------------------------------------------------------- | ------------------------------------------------------------------------------------ | ------------------------------- | --- |
| 1 | Акоји                                 | Iаккой                                | —               | + | —                   |                                                                        | Дагирови, Бесенови, Тепсуркајеви, Хаџијеви                                           | Калининаул                      | Јурт-Аух Такође Калинин-Аул, Ширч-Јурт, Ширча-Ака, Ширча-Евла, Јурт-Евла; могући страни етноним: Старый Окох. |
| 2 | Барчхоји/Барчахоји                    | Барчхой/Барчахой                      | +               | + | +                   |                                                                        | Дадајеви, Гусејинови                                                                 |                                 | |
| 3 | Бацоји                                | Бацой                                 | —               | — | +                   |                                                                        |                                                                                      |                                 | |
| 4 | Боноји                                | Боной                                 | —               | + | —                   |                                                                        |                                                                                      | Банаји-Аул                      | |
| 5 | Гачалкоји                             | ГIачалкъой                            | —               | — | —                   | +                                                                      |                                                                                      |                                 | |
| хипотеза: у XVI—XVIII вијеку. велике заједнице су укључивале разне таипекао што је случај са Кхархојима и другима. |                                       |                                       |                 | |                     |                                                                        |                                                                                      |                                 | |
| 6 | Гилноји                               | Гилной                                | —               | + | —                   |                                                                        |                                                                                      |                                 | |
| 7 | Гулоји                                | ГIулой                                | —               | + | +                   |                                                                        |                                                                                      |                                 | |
| 8 | Жевоји                                | Жевой                                 | +               | + | +                   |                                                                        | Борушеви                                                                             |                                 | |
| 9 | Зогоји                                | ЗIогой/ЗIогIой                        | +               | + | +                   |                                                                        | Алимсултанови, Бетербијеви, Касимови                                                 | Нурадилово, Хасавјурт, Чапајево | Кешен-АухТакође Кешана, Кешен-Јевла ().                                                                       |
| | — Мажри-неке                          | Мажри-некъе                           | —               | — | —                   | + Податке о постојању групе скупио Мурад Испајиханов (тайп Пхарчхоји). |                                                                                      |                                 | |
| | — Хухигш-неке                         | Хухигш-некъе                          | —               | — | —                   | +                                                                      | Мусламови                                                                            | Банаји-Аул                      | |
| 10 | Кевоји                                | Кевой                                 | —               | — | +                   |                                                                        |                                                                                      |                                 | |
| 11 | Кеноји                                | Кеной                                 | —               | + | —                   |                                                                        |                                                                                      |                                 | |
| 12 | Ковстоји                              | Къовстой                              | —               | + | —                   |                                                                        |                                                                                      |                                 | |
| 14 | Кхархоји                              | Кхархой                               | —               | А. С. Сулејманов не помиње Кхаркоје на својој пуној листи друштава равничарскоакинских, међутим, у свом раду долази до помена овог друштва и он вјерује да је Кхаркоји „једна од етничких граница акинског друштва” (). | +                   | +                                                                      |                                                                                      |                                 | |
| хипотеза: в XVI—XVIII вијеку велике заједнице су укључивале разне таипе                                            |                                       |                                       |                 | |                     |                                                                        |                                                                                      |                                 | |
| | — Гочкар-неке                         | ГIочкъар-некъе                        | —               | — | —                   | +                                                                      |                                                                                      |                                 | |
| | — Коцоји-неке                         | Къоцой-некъе                          | —               | — | —                   | +                                                                      |                                                                                      |                                 | |
| 15 | Меркхоји                              | Меркхой                               | —               | + | —                   |                                                                        |                                                                                      |                                 | |
| 16 | Нокхоји                               | Нокхой/Ноккхой                        | +               | + | +                   |                                                                        | Едијеви                                                                              |                                 | |
| 17 | Овршоји                               | Овршой                                | —               | — | +                   |                                                                        |                                                                                      |                                 | |
| 18 | Пхарчоји                              | Пхьарчой                              | +               | — | —                   |                                                                        |                                                                                      |                                 | |
| 19 | Пхарчхоји                             | Пхьарчхой                             | +               | + | +                   | +                                                                      | Атаеви, Бајимурзајеви, Испајиханови, Сулејманови                                     | Ленинаул                        | Акташ-Аух Такође Пхарчхошка.                                                                                  |
| хипотеза: в XVI—XVIII вв. веће заједнице су били Чонтоји, Шароји, Шеберлоји, дио Кхархоја и други                  |                                       |                                       |                 | |                     |                                                                        | Атаеви, Бајимурзајеви, Испајиханови, Сулејманови                                     | Ленинаул                        | Акташ-Аух Такође Пхарчхошка.                                                                                  |
| 20 | Хиндахой                              | ХIиндахой                             | —               | + | —                   |                                                                        |                                                                                      |                                 | |
| 21 | Чантоји/Чентоји/Чонтоји]]             | Чантой/ЧIентой/Чонтой                 | —               | + | +                   |                                                                        | Адилбијеви, Бикијеви, Исхакови                                                       |                                 | |
| 22 | Чичалхоји                             | Чиччалхой                             | —               | + | —                   |                                                                        |                                                                                      |                                 | |
| 23 | Чунгроји/Чунгуроји                    | Чунгрой/Чунгурой                      | —               | + | +                   |                                                                        | Дадаеви, Мажиеви                                                                     |                                 | |
| 24 | Чхароји                               | Чхьарой                               | —               | + | —                   |                                                                        |                                                                                      |                                 | |
| 25 | Шароји                                | Шарой                                 | —               | + | —                   | +                                                                      | †                                                                                    | † 3 насеља                      | Бухне, Јэраш                                                                                                  |
| 26 | Шанароји/Шинроји                      | Шанарой/Шинрой                        | —               | + | —                   |                                                                        | Иљашанови, Конкијеви                                                                 | Чапајево, Калининаул            | Кешен-Аух, Јурт-Аух                                                                                           |
| 27 | Шебарлоји                             | Чеберлой/Шебарлой                     | —               | + | —                   |                                                                        |                                                                                      | Шебарлоји-Евла (Кунтији-Евла)   | |
| Заједнице настале у Галанчожском рејону у саставу територије Ауховца (дјеломично).                                 |                                       |                                       |                 | |                     |                                                                        |                                                                                      |                                 | |
| 28 | Пешхоји                               | Пешхой                                | —               | — | +                   |                                                                        |                                                                                      |                                 | |
| Заједнице поријеклом из Ингушетије, касније у саставу Ауховца (дјеломично).                                        |                                       |                                       |                 | |                     |                                                                        |                                                                                      |                                 | |
| 29 | Вјапији/Фјапији                       | Ваьппий/Фаьппий                       | +               | + | +                   |                                                                        | Бајисунгурови, Гантемирови, Исаеви, Ојисунгурови, Магомедови, Халајеви, Шехбулатови  |                                 | |
| Орстхојске/карабулакске заједнице у саставу Ауховца (дјелимично).                                                  |                                       |                                       |                 | |                     |                                                                        |                                                                                      |                                 | |
| 30 | Мержоји                               | Мержой                                | —               | + | +                   |                                                                        | Мусаеви                                                                              |                                 | |
| 31 | Цечоји                                | ЦIечой                                | —               | + | +                   |                                                                        | Јусупови                                                                             | Чапајево                        | Кешен-Аух |
| Нохчмохкахојскије/ичкеријскије заједнице у саставу Ауховца (дјеломично)                                            |                                       |                                       |                 | |                     |                                                                        |                                                                                      |                                 | |
| 32 | Алароји/Алероји                       | Iаларой/Iаллерой                      | —               | + | —                   |                                                                        |                                                                                      |                                 | |
| 33 | Беноји                                | Беной                                 | —               | + | —                   |                                                                        |                                                                                      |                                 | |
| 34 | Билтоји                               | Билтой                                | —               | + | +                   |                                                                        | Ашабови, Бисултанови, Гусејинови, Хасилбијеви, Шахбулатови                           |                                 | |
| 35 | Битроји                               | Битрой                                | —               | + | —                   |                                                                        | Алибекови, Исхакови                                                                  |                                 | |
| 36 | Гендарганоји                          | Гендарганой                           | —               | + | +                   |                                                                        | Шикијеви                                                                             |                                 | |
| 37 | Гордалоји                             | ГIордалой                             | —               | — | +                   |                                                                        |                                                                                      |                                 | |
| 38 | Гуноји                                | Гуной                                 | —               | — | +                   |                                                                        |                                                                                      |                                 | |
| 39 | Датахоји                              | Даттахой                              | —               | + | —                   |                                                                        |                                                                                      |                                 | |
| 40 | Дишнији/Дишноји                       | Дишний/Дишной                         | —               | — | +                   |                                                                        | Музијеви                                                                             |                                 | |
| 41 | Зандакоји                             | Зандакъой                             | —               | + | +                   |                                                                        | Алдамови, Дадајеви, Џамхатови, Исакови, Курајеви, Макашарипови, Мушаџијеви, Пашајеви |                                 | |
| 42 | Курчалоји                             | Курчалой                              | —               | + | +                   |                                                                        |                                                                                      |                                 | |
| 43 | Центороји/Цонтороји                   | ЦIенторой/ЦIонторой                   | —               | + | +                   |                                                                        | Сајитијеви                                                                           |                                 | |
| 44 | Чартоји                               | Чартой                                | —               | + | —                   |                                                                        |                                                                                      |                                 | |
| 45 | Ширдоји                               | Ширдой                                | —               | + | —                   |                                                                        |                                                                                      |                                 | |
| 46 | Егашбатоји                            | ЭгIашбатой                            | —               | — | +                   |                                                                        |                                                                                      |                                 | |
| Чантијске заједнице у саставу Ауховца (дјеломично)                                                                 |                                       |                                       |                 | |                     |                                                                        |                                                                                      |                                 | |
| 47 | Чентији                               | ЧӀентий                               | —               | + | —                   |                                                                        | Батаеви, Бејибулатови, Дерметханови, Хасбулатови, Чергјесбијеви                      |                                 | |

## Етничка историја
Временски период формирања заједнице Равничарских Акинаца није тачно утврђеним, сматра се да је то период касног средњег вијека, иако неке хипотезе указују на антички период. Познато је да се поријекло Равничарских Акинаца везује са етничком историјској области Лам-Ака у горњем току ријеке Гегхи (модерна Чеченска Република). Ова древна наховска заједница заправо представља један дио Орстхојаца, у чијем саставу се помјера на исток и, најкасније до 16. вијека насељавају се0 на простору између Терека и Сулака (модерна Република Дагестан). Равничарски Акинци су увијек били најборбенији народ, побуњеници, који су били у сталном сукобу са другим народима.

### Пресељење Акинаца
Према подацима које су прикупили данашњи истраживачи, током 16. вијека, на територији Сјеверног Кавказа десио се велики процес миграција из планинских, горских предјела у равничарске крајеве. Због недостатка пољопривредног земљишта, дио народа Абаза, Балкараца, Карачајеваца, Наха и Осете. У равницама ови горштаци су присиљени да ступе у чак и непријатељске односе са Аварима, Кабардинцима и Кумицима, који су представљали неку врсту феудалних власника и контролисали ову територију. Током сљедећих вијекова, 17. и 18. вијека, а према неким истраживачима, све до прве половине 19. вијека, овакво стање у равници служило је као чест узрок сукоба у Предкавкаском региону. Вјероватно су досељеници у међуријечје Терско-Сулакско, које је постало нуклеус у настанку заједнице Равничарских Акинаца, дошли из лам-акинског села Мозаг. Разлог миграције Акинаца на исток, било је свакако и непријатељство са сусједним народима, али главни разлог је било вјероватно, неадекватно земљиште, кога није ни било у довољним површинама, па су половине породица биле приморане да напусте матично подручје. Миграција Акинаца према истоку одвијала се у неколико фаза: прво се дио ове заједнице населио у доњим токовима ријеке Аргум, а касније су се населили у горњим токовима ријека Јаманску и Јаруксу. Према писању Лаудајева, Акинци су се преселили у равничарске дијелове под вођством Авар Кана.

### Формирање заједнице Равничарских Акинаца

#### Први контакти са Руском државом
До средине 16. вијека, миграција Акинаца у Терско-Суласко међурјечје, на земљу Кумика, био је завршен процес. Током овог периода утицај Руског царства почео је да снажно расте на територији сјеверноисточног Кавказа, граде се утврђења ируски градови на Кавказу. Најпознатији од њих су Теречки и Сунженски град. Руски документи из 16. и 17. вијека дају доста информација о Равничарским Акинцима, и онима који живе у Аренан-Аки, као и становницима Москве, као и онима у такозваном Окотском предграђу у Теречком граду. Посебно мјесто у руским документима заузима локални владар Равничарских Акинаца, Ших Окоцки. Према сачуваним документима, на крају 16. вијека Ших је убијен од стране кумичког принца, што је проузроковало пресељење, дијела народа Равничарских Акинаца из Аренан-Аке у Теречки град. Компликти са другим народима, као и растући утицај Руског царства, довели су до тога да је већи број насеља која су градили Равничарски Акинци, често био нападан и уништаван, а становници тих насеља били протјерани. Вјероватно, након свих тих похара, преживјело становништво одлази у шуме и планине, гдје граде такозване Хуторе, мала породична боравишта.

#### Кавкаски рат
Током 19. вијека, заједно са другим Сјеверно-кавкаским народима, Равничарски Акинци су учествовали у Кавкаском рату, на страни Сјеверно-кавкаског имамата. На територији коју су настањивали, Имамат је формирао административну јединицу Ауховско наибство. Име једног од ауховских наиба, је познато из времена владавине Шамил-Хатуа. Према информацијама Шамиловог савременика Јусуф-Хаџи Сафарова, Ауховско наибство, је посједовало војску од 200 наоружаних коњаника, и 330 припадника пјешадијских формација. Након краја Кавкаског рата, администрација Ауховског Дистрикта постојала је на територији Равничарских Акинаца.

#### Совјетски период
Током 20. вијека Равничарски Акинци су доживјели интеграцију у социјалистичко друштво СССР-а. Током периода декулакизације и колективизације (углавном током 1930-их година), а у свези са гашењем система постојања мањих фарми, насеља и мањи градови Равничарских Акинаца су уништени и спаљени, а већина њихових становника је окарактерисана као „анти совјетски елемент” и протјерана у Сибир. Током 1944. године, Равничарски Акинци заједно са осталим Вајнахима, бивају депортовани у Казахстан. Током 1943. године тачније 5. октобра формиран је Ауховски рејон (данашњи Новолаксиј), а 7. јуна 1944. бива расформиран док су сви Равничарски Акинци депортовани у Средњу Азију.Током 1957. већина Акинаца се вратила у Дагестан. Током 1980-их година већ постоје јавне и друштвене организације Равничарских Акинаца, кој исе боре за враћање земље и реституцију у Ауховском рејону.

#### Данас
Одлуком Народне скупштине Републике Дагестан, од 18. октобра 2000. године број 191, Чечени-Акинци су признази као мањински народ у Дагестану.

## Култура

### Језик
Равничарски Акинци користе равничарскоакински дијалекат, али данас се равноправно служе и Руским и Чеченским језиком. Дио Акинаца користи Аварски језик, док дио користи Кумички језик. Узевши у обзир савремену лингвистичку класификацију равничарскоакински дијалект је дио акинско-орстхојског нарјечја, а такође спада у групу хахско-дагестанских језика. Данас, лингвисти вјерују да акинско-орстхојско нарјечје заузима средњу позицију између чеченских и ингушетијских језика, али неки истраживачи ово нарјечје класификују под чеченским језиком. На почетку 19. вијека употреба равничарскоакинског дијалекта забиљежена у западном централном Дагестану - у граду Хасавјурт и околним подручјима.